# Commercial Aircraft Corporation of China

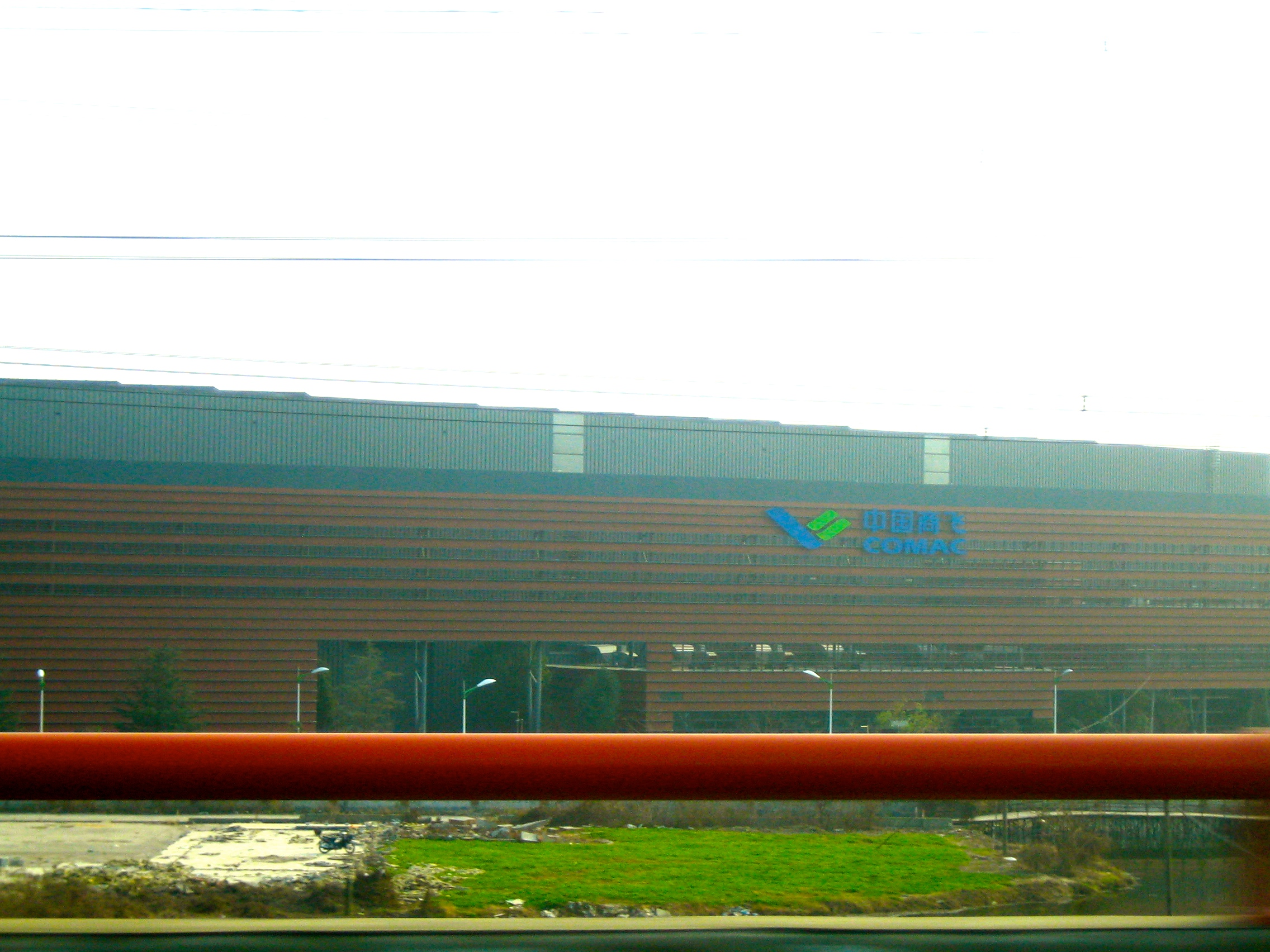
COMAC-Werk in Shanghai, China

Die Commercial Aircraft Corporation of China Ltd. (kurz COMAC oder Comac; chinesisch 中國商用飛機有限責任公司 / 中国商用飞机有限责任公司, kurz 中國商飛 / 中国商飞) ist ein chinesischer Flugzeughersteller.

## Geschichte
Die Gesellschaft wurde von der chinesischen Regierung, der Regionalregierung von Shanghai und den bereits bestehenden Konsortien AVIC I + AVIC II am 11. Mai 2008 in Shanghai in der Volksrepublik China gegründet. An dem Joint Venture sind State-owned Assets Supervision and Administration Commission (SASAC) of the State Council, Shanghai Guosheng (Group) Co., Ltd., Aviation Industry Corporation of China (AVIC), China Aluminum Corporation (CHINALCO), Baosteel Group, und die Sinochem Group beteiligt.
Am 28. Dezember 2009 erfolgte der Spatenstich zu einem Produktionsstandort, um die Comac C919 zu bauen.
Bis Ende 2011 ging man von insgesamt 200 Bestellungen für die C919 aus. Hintergrund dieser Ankündigung war die Tatsache, dass die Volksrepublik China seine staatlich kontrollierten Airlines dazu verpflichtet hatte, jeweils mindestens 20 Stück der Comac C919 zu bestellen. Dies entspricht einem höheren Start-Up-Invest, als Airbus bei seiner Gründung zugesprochen bekommen hat.
Am 2. November 2015 wurde das erste Exemplar der C919 mit 158 Sitzplätzen und 4075 km Reichweite in Shanghai präsentiert. 2015 lagen 517 Bestellungen von 21 Kunden vor, die Flugverkehrsexperten jedoch überwiegend als Kaufabsichtserklärungen einschätzen. Bis September 2023 erhöhte sich die Zahl der Bestellungen auf 1061.
Auf dem Shanghai Pudong International Airport erfolgte am 5. Mai 2017 der Erstflug der Comac C919, dem ersten zweistrahligen Passagierflugzeug, das vollständig in China zusammengebaut wurde. Am 28. Mai 2023 erfolgte der erste Linienflug der C919 von Shanghai nach Peking.
Zwischen 2008 und 2023 erhielt COMAC 50,1 Milliarden Yuan (6 Milliarden Euro) an staatlicher Förderung sowie 42,4 Milliarden Yuan (5,1 Milliarden Euro) an langjährigen Krediten. Bisher macht COMCAC Verluste, die sich bis Ende 2022 auf 16,5 Milliarden Yuan (2 Milliarden Euro) summierten.

## Flugzeuge

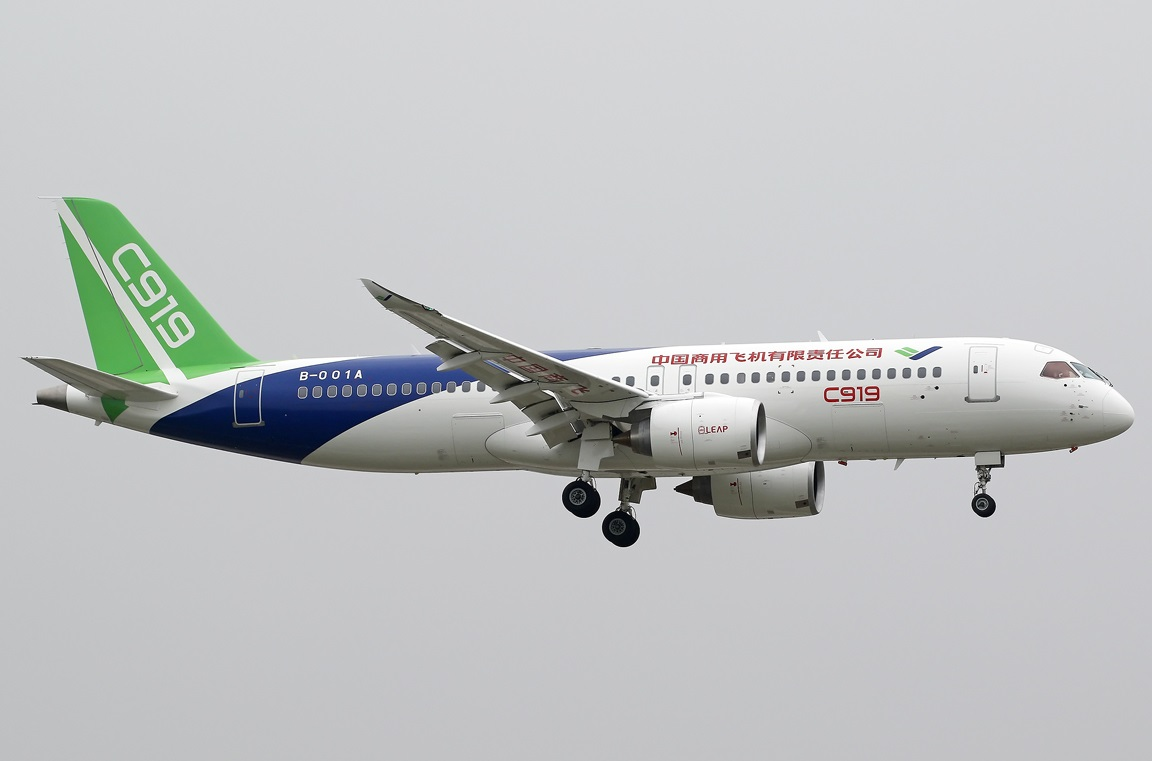
Comac C919

### C909

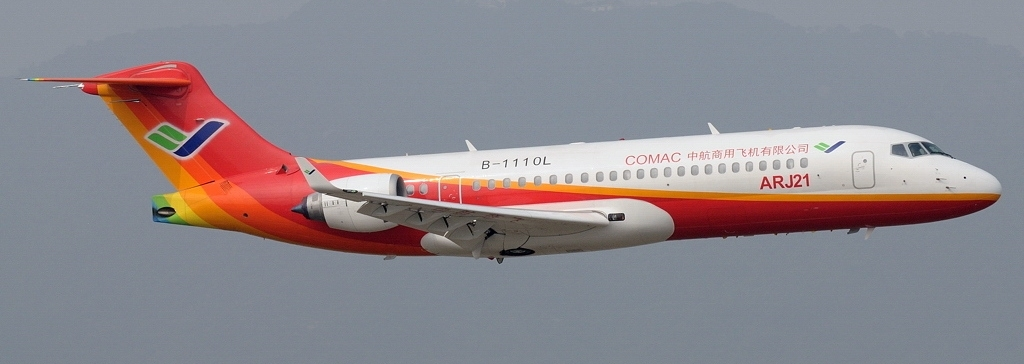
Comac C909 (ehemals ARJ21)

Das inzwischen ebenfalls ins Unternehmen integrierte ACAC-Konsortium baut den C909 Regionaljet, der von 2009 bis Oktober 2024 als Comac ARJ21 angeboten wurde.

### C919
Die Comac C919 ist ein Mittelstreckenflugzeug für 168 bis 190 Passagiere, das mit dem Airbus A320 sowie der Boeing 737 konkurrieren soll. Auf der Luftfahrtmesse in Zhuhai (Provinz Guangdong) wurde im November 2010 ein Comac C919-Prototyp als Modell präsentiert. 1061 Maschinen (Stand 09. 2023) wurden bestellt. Am 5. Mai 2017 fand der erste Testflug statt, am 29. September 2022 erfolgte die Zulassung durch die Zivile Luftfahrtbehörde der Volksrepublik China (CAAC). Die für 2018 geplante Auslieferung wurde auf 2022 verschoben. Seit 2023 ist die C919 im Liniendienst im Einsatz.
Laut dem österreichischen Luftfahrtexperten Kurt Hofmann sind im Typ C919 noch viele aus Europa stammende Teile verbaut. Bevor C919 international dem Duopol Airbus/Boeing spürbar Konkurrenz machen wird, muss dieser Flugzeugtyp erst zeigen, dass er längerfristig wirtschaftlich betrieben werden kann. Dafür muss weltweit ebenso ein Netz zur Versorgung mit Ersatzteilen eingerichtet werden.

### C929

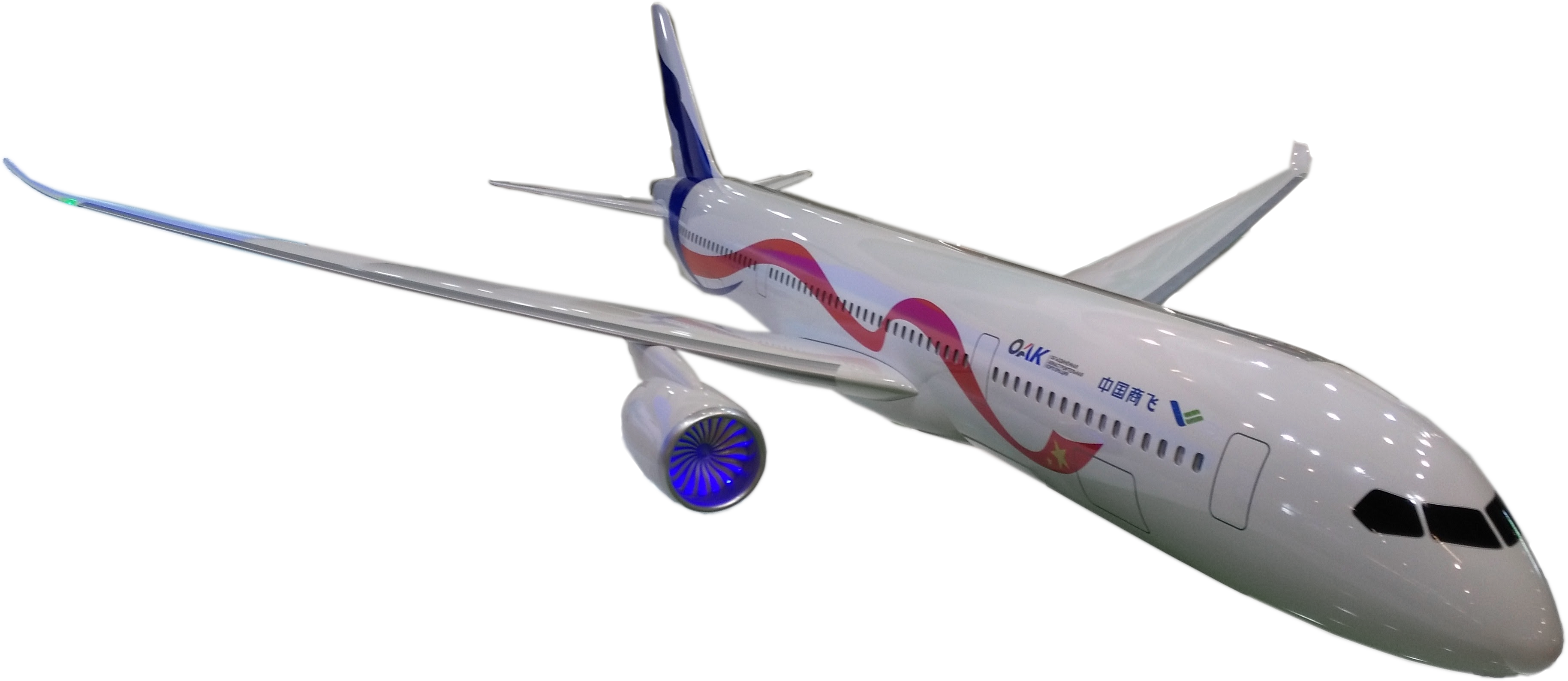
Modell der C929

Die COMAC und der russische Luftfahrt- und Rüstungskonzern OAK gründeten am 22. Mai 2017 in Shanghai das Gemeinschaftsunternehmen China-Russia Commercial Aircraft International Company (CRAIC) zum Bau eines Langstreckenflugzeugs C929 mit 280 Sitzen und einer Reichweite von 12.000 Kilometern bis 2028. Für das Projekt wurde bereits 2014 eine Absichtserklärung zwischen den beiden Staaten unterzeichnet.